# Erou

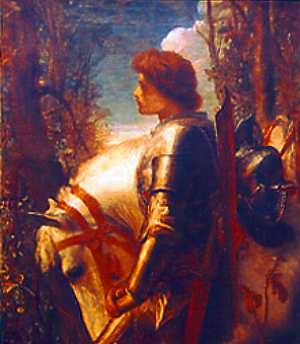
, un erou din mitul arthurian, detalii dintr-o pictură de

Un erou (feminin eroină) (în greacă: ἥρως, „eroi”) este o persoană care se distinge prin vitejie și prin curaj excepțional în luptă sau primejdie, prin abnegație deosebită în muncă sau împrejurări grele. În mitologia greacă și folclor, a fost inițial un semizeu, cultul lor fiind una dintre caracteristicile cele mai distinctive ale religiei antice grecești.

## Etimologie
Cuvântul se presupune a fi împrumutat din latină (heros) sau franceză (héros).